# Sir Safety Perugia

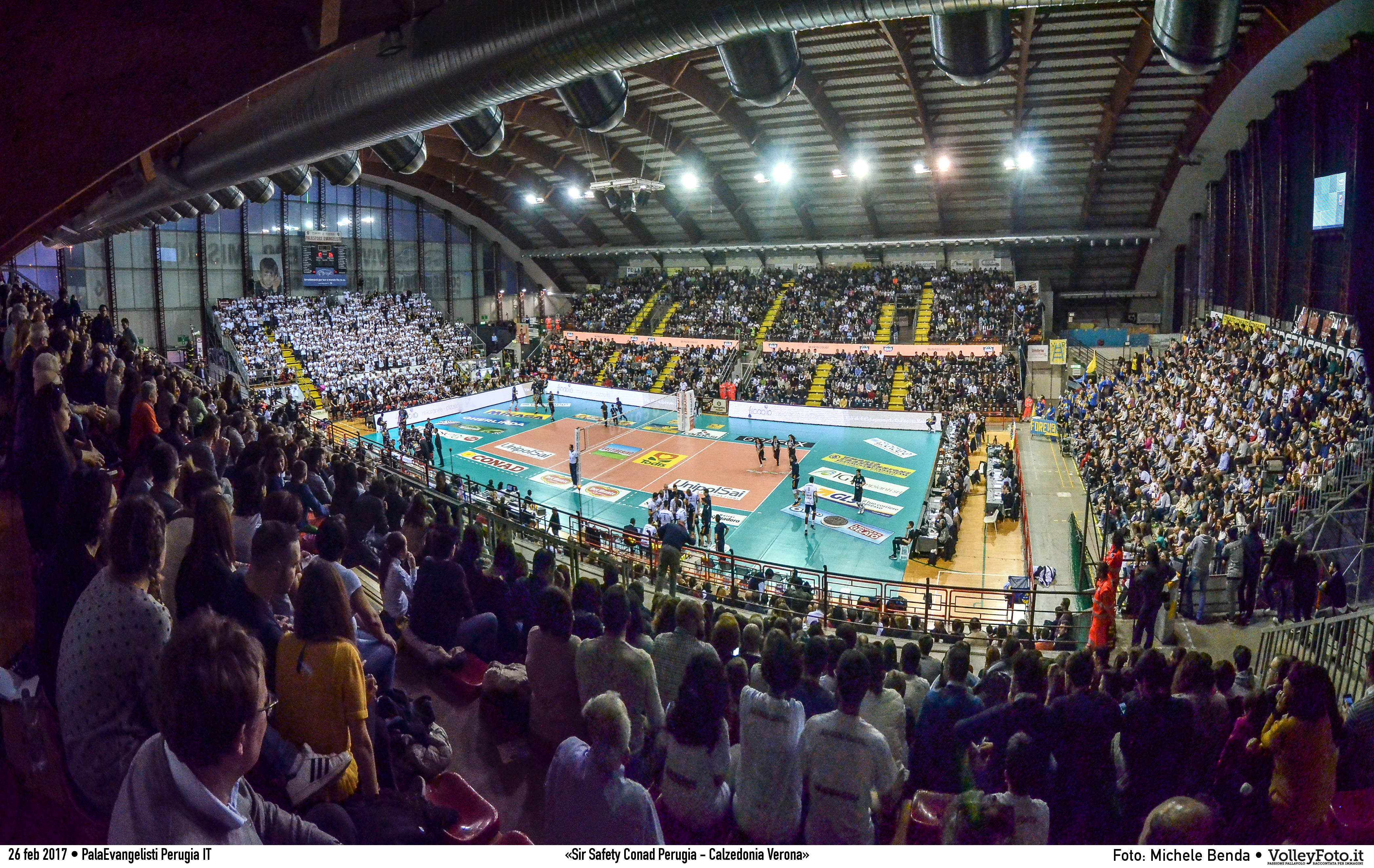
PalaSport „Evangelisti” od środka

Sir Safety Perugia – włoski męski klub siatkarski z siedzibą w Perugii, założony w 2001 roku. Od sezonu 2012/2013 klub uczestniczy w rozgrywkach Serie A1.

## Historia
Sir Safety powstał w 2001 roku. Pierwszą siedzibą klubu była miejscowość Bastia Umbra, leżąca 10 kilometrów na wschód od Perugii. Klub został założony przez rodzinę Sirci, właścicieli przedsiębiorstwa Sir Safety. Do Perugii został przeniesiony w 2010 roku.

### Nazwy sponsorskie
- 2001-2005 Sir Volley Bastia Umbria
- 2005-2010 Sir Safety Bastia Umbria
- 2010-2015 Sir Safety Perugia
- 2015-2022 Sir Safety Conad Perugia
- 2016-2019 Sir Colussi Sicoma Perugia (Liga Mistrzów)
- 2019- Sir Sicoma Monini Perugia (Liga Mistrzów)[2]
- 2022-2023 Sir Safety Susa Perugia
- 2023- Sir Susa Vim Perugia[3]

## Bilans sezon po sezonie
| Sezon     | Rozgrywki ligowe | Rozgrywki ligowe | Puchar Włoch | Puchary europejskie                   |
| Sezon     | Poziom           | Miejsce          | Puchar Włoch | Puchary europejskie                   |
| --------- | ---------------- | ---------------- | ------------ | ------------------------------------- |
| 2001/2002 | Serie C          |                  |              |                                       |
| 2002/2003 | Serie C          | 1. miejsce       |              |                                       |
| 2003/2004 | Serie B2         | 5. miejsce       |              |                                       |
| 2004/2005 | Serie B2         | 1. miejsce       |              |                                       |
| 2005/2006 | Serie B1         | 5. miejsce       |              |                                       |
| 2006/2007 | Serie B1         | 2. miejsce       |              |                                       |
| 2007/2008 | Serie B1         | 5. miejsce       |              |                                       |
| 2008/2009 | Serie B1         | 2. miejsce       |              |                                       |
| 2009/2010 | Serie B1         | 2. miejsce       |              |                                       |
| 2010/2011 | Serie A2         | 13. miejsce      |              |                                       |
| 2011/2012 | Serie A2         | 1. miejsce       |              |                                       |
| 2012/2013 | Serie A1         | 6. miejsce       | ćwierćfinał  |                                       |
| 2013/2014 | Serie A1         | 2. miejsce       | finał        |                                       |
| 2014/2015 | Serie A1         | 3. miejsce       | półfinał     | Liga Mistrzów – 1/6 finału            |
| 2015/2016 | Serie A1         | 2. miejsce       | półfinał     | Puchar CEV – runda challenge          |
| 2016/2017 | Serie A1         | 3. miejsce       | 1/8 finału   | Liga Mistrzów – finał                 |
| 2017/2018 | Serie A1         | 1. miejsce       | 1. miejsce   | Liga Mistrzów – 3. miejsce            |
| 2018/2019 | Serie A1         | 2. miejsce       | 1. miejsce   | Liga Mistrzów – półfinał              |
| 2019/2020 | Serie A1         | –                | finał        | Liga Mistrzów – awans do ćwierćfinału |
| 2020/2021 | Serie A1         | 2. miejsce       | finał        | Liga Mistrzów – półfinał              |
| 2021/2022 | Serie A1         | 2. miejsce       | 1. miejsce   | Liga Mistrzów – półfinał              |
| 2022/2023 | Serie A1         | 6. miejsce       | półfinał     | Liga Mistrzów – półfinał              |
| 2023/2024 | Serie A1         | 1. miejsce       | 1. miejsce   |                                       |
| 2024/2025 | Serie A1         | 3. miejsce       | półfinał     | Liga Mistrzów – 1. miejsce            |

Poziom rozgrywek:
     pierwszy, najwyższy ogólnokrajowy
     drugi
     trzeci
     czwarty
     piąty

## Sukcesy
Mistrzostwo Włoch:
- 2018, 2024[4]
- 2014, 2016, 2019, 2021, 2022[5]
- 2015, 2017, 2025[6]

Liga Mistrzów:
- 2025[7]
- 2017
- 2018

Superpuchar Włoch:
- 2017, 2019, 2020, 2022[8], 2023[9], 2024[10]

Puchar Włoch:
- 2018, 2019, 2022, 2024[11]

Klubowe Mistrzostwa Świata:
- 2022, 2023[12]

## Trenerzy
| Sezon                     | Imię i nazwisko     |
| ------------------------- | ------------------- |
| 2010/2011 (do 05.12.2010) | Francesco Dall’Olio |
| 2010/2011 (od 06.12.2010) | Roberto Fant        |
| 2011/2012                 | Slobodan Kovač      |
| 2012/2013                 | Slobodan Kovač      |
| 2013/2014                 | Slobodan Kovač      |
| 2014/2015                 | Nikola Grbić        |
| 2015/2016 (do 09.12.2015) | Daniel Castellani   |
| 2015/2016 (od 14.12.2015) | Slobodan Kovač      |
| 2016/2017 (do 10.11.2016) | Slobodan Kovač      |
| 2016/2017 (od 11.11.2016) | Lorenzo Bernardi    |
| 2017/2018                 | Lorenzo Bernardi    |
| 2018/2019                 | Lorenzo Bernardi    |
| 2019/2020                 | Vital Heynen        |
| 2020/2021 (do 15.04.2021) | Vital Heynen        |
| 2021/2022                 | Nikola Grbić        |
| 2022/2023                 | Andrea Anastasi     |
| 2023/2024                 | Angelo Lorenzetti   |
| 2024/2025                 | Angelo Lorenzetti   |
| 2025/2026                 | Angelo Lorenzetti   |

## Polacy w klubie
| Lata gry             | Imię i nazwisko |
| -------------------- | --------------- |
| 2018-2024            | Wilfredo León   |
| 2021 (od 08.02.2021) | Maciej Muzaj    |
| 2022-                | Kamil Semeniuk  |
| 2023-                | Wassim Ben Tara |
| 2025 (od 04.03.2025) | Łukasz Usowicz  |

## Kadra

### Sezon 2025/2026[15]
| Nr                        | Imię i nazwisko    | Data ur. | Wzrost | Pozycja      |
| ------------------------- | ------------------ | -------- | ------ | ------------ |
| 6                         | Simone Giannelli   | 1996     | 199    | rozgrywający |
| 8                         | Agustín Loser      | 1997     | 193    | środkowy     |
| 10                        | Wassim Ben Tara    | 1996     | 203    | atakujący    |
| 11                        | Sebastián Solé     | 1991     | 202    | środkowy     |
| 13                        | Massimo Colaci     | 1985     | 180    | libero       |
| 14                        | Yūki Ishikawa      | 1995     | 191    | przyjmujący  |
| 16                        | Kamil Semeniuk     | 1996     | 194    | przyjmujący  |
| 17                        | Ołeh Płotnycki     | 1997     | 195    | przyjmujący  |
| 19                        | Roberto Russo      | 1997     | 205    | środkowy     |
| Potwierdzone transfery    |                    |          |        |              |
|                           | Gabrijel Cvanciger | 2003     | 201    | atakujący    |
|                           | Marco Gaggini      | 2002     | 184    | libero       |
| Niepotwierdzone transfery |                    |          |        |              |
|                           | Donovan Džavoronok | 1997     | 202    | przyjmujący  |
|                           | Federico Crosato   | 2002     | 202    | środkowy     |

### Sezon 2023/2024
| Nr | Imię i nazwisko     | Data ur. | Wzrost | Pozycja      |
| -- | ------------------- | -------- | ------ | ------------ |
| 2  | Davide Candellaro   | 1989     | 200    | środkowy     |
| 3  | Tim Held            | 1998     | 195    | przyjmujący  |
| 6  | Simone Giannelli    | 1996     | 199    | rozgrywający |
| 7  | Jesús Herrera Jaime | 1995     | 196    | atakujący    |
| 8  | Alessandro Toscani  | 1998     | 183    | libero       |
| 9  | Wilfredo León       | 1993     | 201    | przyjmujący  |
| 10 | Wassim Ben Tara     | 1996     | 203    | atakujący    |
| 11 | Sebastián Solé      | 1991     | 202    | środkowy     |
| 12 | Roberto Russo       | 1997     | 205    | środkowy     |
| 13 | Massimo Colaci      | 1985     | 180    | libero       |
| 15 | Flávio Gualberto    | 1993     | 200    | środkowy     |
| 16 | Kamil Semeniuk      | 1996     | 194    | przyjmujący  |
| 17 | Ołeh Płotnycki      | 1997     | 195    | przyjmujący  |
| 20 | Gregor Ropret       | 1989     | 192    | rozgrywający |

### Sezon 2022/2023
| 6                                                                   | Simone Giannelli      | 1996 | 199 | rozgrywający |
| 7                                                                   | Jesús Herrera Jaime   | 1995 | 196 | atakujący    |
| 8                                                                   | Kamil Rychlicki       | 1996 | 204 | atakujący    |
| 9                                                                   | Wilfredo León         | 1993 | 201 | przyjmujący  |
| 10                                                                  | Alessandro Piccinelli | 1997 | 191 | libero       |
| 11                                                                  | Sebastián Solé        | 1991 | 202 | środkowy     |
| 12                                                                  | Roberto Russo         | 1997 | 205 | środkowy     |
| 13                                                                  | Massimo Colaci        | 1985 | 180 | libero       |
| 15                                                                  | Flávio Gualberto      | 1993 | 200 | środkowy     |
| 16                                                                  | Kamil Semeniuk        | 1996 | 194 | przyjmujący  |
| 17                                                                  | Ołeh Płotnycki        | 1997 | 195 | przyjmujący  |
| 20                                                                  | Gregor Ropret         | 1989 | 192 | rozgrywający |
| 21                                                                  | Julio César Cardenas  | 2000 | 190 | przyjmujący  |
| 23                                                                  | Stefano Mengozzi      | 1985 | 203 | środkowy     |
| Kamil Rychlicki we wrześniu 2022 roku otrzymał obywatelstwo włoskie |                       |      |     |              |
| Sebastián Solé od sezonu 2022/2023 będzie grał w klubie jako Włoch  |                       |      |     |              |

### Sezon 2021/2022
| Nr | Imię i nazwisko       | Data ur. | Wzrost | Pozycja      |
| -- | --------------------- | -------- | ------ | ------------ |
| 1  | Matthew Anderson      | 1987     | 202    | przyjmujący  |
| 2  | Fabio Ricci           | 1994     | 205    | środkowy     |
| 3  | Kristers Dardzāns     | 2001     | 204    | atakujący    |
| 4  | Dragan Travica        | 1986     | 200    | rozgrywający |
| 5  | Thijs ter Horst       | 1991     | 205    | przyjmujący  |
| 6  | Simone Giannelli      | 1996     | 199    | rozgrywający |
| 8  | Kamil Rychlicki       | 1996     | 204    | atakujący    |
| 9  | Wilfredo León         | 1993     | 201    | przyjmujący  |
| 10 | Alessandro Piccinelli | 1997     | 191    | libero       |
| 11 | Sebastián Solé        | 1991     | 202    | środkowy     |
| 12 | Roberto Russo         | 1997     | 205    | środkowy     |
| 13 | Massimo Colaci        | 1985     | 180    | libero       |
| 17 | Ołeh Płotnycki        | 1997     | 195    | przyjmujący  |
| 23 | Stefano Mengozzi      | 1985     | 203    | środkowy     |

### Sezon 2020/2021
| Nr | Imię i nazwisko              | Data ur. | Wzrost | Pozycja      |
| -- | ---------------------------- | -------- | ------ | ------------ |
| 1  | Alessandro Piccinelli        | 1997     | 191    | libero       |
| 2  | Fabio Ricci                  | 1994     | 205    | środkowy     |
| 3  | Sharone Vernon-Evans         | 1998     | 202    | atakujący    |
| 4  | Dragan Travica               | 1986     | 200    | rozgrywający |
| 5  | Thijs ter Horst              | 1991     | 205    | przyjmujący  |
| 7  | David Sossenheimer           | 1996     | 193    | przyjmujący  |
| 8  | Omar Biglino                 | 1995     | 198    | środkowy     |
| 9  | Wilfredo León                | 1993     | 201    | przyjmujący  |
| 10 | Jan Zimmermann               | 1993     | 190    | rozgrywający |
| 11 | Sebastián Solé               | 1991     | 202    | środkowy     |
| 12 | Roberto Russo                | 1997     | 205    | środkowy     |
| 13 | Massimo Colaci               | 1985     | 180    | libero       |
| 14 | Aleksandar Atanasijević      | 1991     | 200    | atakujący    |
| 15 | Maciej Muzaj (od 08.02.2021) | 1994     | 208    | atakujący    |
| 17 | Ołeh Płotnycki               | 1997     | 195    | przyjmujący  |

### Sezon 2019/2020
| Nr | Imię i nazwisko         | Data ur. | Wzrost | Pozycja      |
| -- | ----------------------- | -------- | ------ | ------------ |
| 1  | Alessandro Piccinelli   | 1997     | 191    | libero       |
| 2  | Fabio Ricci             | 1994     | 205    | środkowy     |
| 4  | Sjoerd Hoogendoorn      | 1991     | 198    | atakujący    |
| 6  | Robert Täht             | 1993     | 192    | przyjmujący  |
| 8  | Omar Biglino            | 1995     | 198    | środkowy     |
| 9  | Wilfredo León           | 1993     | 201    | przyjmujący  |
| 10 | Filippo Lanza           | 1991     | 198    | przyjmujący  |
| 11 | Tsimafei Zhukouski      | 1989     | 196    | rozgrywający |
| 12 | Roberto Russo           | 1997     | 205    | środkowy     |
| 13 | Massimo Colaci          | 1985     | 180    | libero       |
| 14 | Aleksandar Atanasijević | 1991     | 200    | atakujący    |
| 15 | Luciano De Cecco        | 1988     | 193    | rozgrywający |
| 17 | Ołeh Płotnycki          | 1997     | 195    | przyjmujący  |
| 18 | Marko Podraščanin       | 1987     | 204    | środkowy     |

### Sezon 2018/2019
| Nr | Imię i nazwisko         | Data ur. | Wzrost | Pozycja      |
| -- | ----------------------- | -------- | ------ | ------------ |
| 1  | Alessandro Piccinelli   | 1997     | 191    | libero       |
| 2  | Fabio Ricci             | 1994     | 205    | środkowy     |
| 3  | Nicholas Hoag           | 1992     | 200    | przyjmujący  |
| 4  | Sjoerd Hoogendoorn      | 1991     | 198    | atakujący    |
| 7  | Dore Della Lunga        | 1984     | 192    | przyjmujący  |
| 8  | Jonah Seif              | 1994     | 205    | rozgrywający |
| 9  | Wilfredo León           | 1993     | 201    | przyjmujący  |
| 10 | Filippo Lanza           | 1991     | 198    | przyjmujący  |
| 11 | Gianluca Galassi        | 1997     | 201    | środkowy     |
| 12 | Alexander Berger        | 1988     | 193    | przyjmujący  |
| 13 | Massimo Colaci          | 1985     | 180    | libero       |
| 14 | Aleksandar Atanasijević | 1991     | 200    | atakujący    |
| 15 | Luciano De Cecco        | 1988     | 193    | rozgrywający |
| 18 | Marko Podraščanin       | 1987     | 204    | środkowy     |

### Sezon 2017/2018
| Nr | Imię i nazwisko         | Data ur. | Wzrost | Pozycja               |
| -- | ----------------------- | -------- | ------ | --------------------- |
| 2  | Fabio Ricci             | 1994     | 205    | środkowy              |
| 4  | Andrea Cesarini         | 1987     | 180    | libero                |
| 5  | James Shaw              | 1994     | 203    | rozgrywający          |
| 8  | Aaron Russell           | 1993     | 205    | przyjmujący           |
| 9  | Ivan Zaytsev            | 1988     | 202    | przyjmujący/atakujący |
| 10 | Dore Della Lunga        | 1984     | 192    | przyjmujący           |
| 11 | Tommi Siirilä           | 1993     | 203    | środkowy              |
| 12 | Alexander Berger        | 1988     | 193    | przyjmujący           |
| 13 | Massimo Colaci          | 1985     | 180    | libero                |
| 14 | Aleksandar Atanasijević | 1991     | 200    | atakujący             |
| 15 | Luciano De Cecco        | 1988     | 193    | rozgrywający          |
| 16 | Leo Andrić              | 1994     | 203    | atakujący             |
| 17 | Simone Anzani           | 1992     | 204    | środkowy              |
| 18 | Marko Podraščanin       | 1987     | 204    | środkowy              |

### Sezon 2016/2017
| Nr | Imię i nazwisko         | Data ur. | Wzrost | Pozycja               |
| -- | ----------------------- | -------- | ------ | --------------------- |
| 1  | Simone Buti             | 1983     | 208    | środkowy              |
| 3  | Federico Tosi           | 1991     | 185    | libero                |
| 4  | Matteo Paris            | 1983     | 188    | rozgrywający          |
| 6  | Welizar Czernokożew     | 1995     | 212    | atakujący             |
| 7  | Alessandro Franceschini | 1983     | 197    | środkowy              |
| 8  | Aaron Russell           | 1993     | 205    | przyjmujący           |
| 9  | Ivan Zaytsev            | 1988     | 202    | przyjmujący/atakujący |
| 10 | Dore Della Lunga        | 1984     | 192    | przyjmujący           |
| 11 | Mihajlo Mitić           | 1990     | 201    | rozgrywający          |
| 12 | Alexander Berger        | 1988     | 193    | przyjmujący           |
| 14 | Aleksandar Atanasijević | 1991     | 200    | atakujący             |
| 15 | Luciano De Cecco        | 1988     | 193    | rozgrywający          |
| 16 | Andrea Bari             | 1980     | 185    | libero                |
| 17 | Emanuele Birarelli      | 1981     | 200    | środkowy              |
| 18 | Marko Podraščanin       | 1987     | 204    | środkowy              |

### Sezon 2015/2016
| Nr | Imię i nazwisko         | Data ur. | Wzrost | Pozycja      |
| -- | ----------------------- | -------- | ------ | ------------ |
| 1  | Simone Buti             | 1983     | 208    | środkowy     |
| 2  | Christian Fromm         | 1990     | 204    | przyjmujący  |
| 3  | Samuel Holt             | 1993     | 205    | przyjmujący  |
| 5  | Luciano De Cecco        | 1988     | 193    | rozgrywający |
| 6  | Denis Kaliberda         | 1990     | 193    | przyjmujący  |
| 7  | Andrea Giovi            | 1983     | 185    | libero       |
| 8  | Aaron Russell           | 1993     | 205    | przyjmujący  |
| 9  | Dobromir Dimitrow       | 1991     | 198    | rozgrywający |
| 10 | Jeorjos Dziumakas       | 1995     | 202    | atakujący    |
| 11 | Alberto Elia            | 1985     | 205    | środkowy     |
| 12 | Alessandro Franceschini | 1983     | 197    | środkowy     |
| 14 | Aleksandar Atanasijević | 1991     | 200    | atakujący    |
| 15 | Fabio Fanuli            | 1985     | 188    | libero       |
| 18 | Emanuele Birarelli      | 1981     | 200    | środkowy     |

### Sezon 2014/2015
| Nr | Imię i nazwisko         | Data ur. | Wzrost | Pozycja      |
| -- | ----------------------- | -------- | ------ | ------------ |
| 1  | Simone Buti             | 1983     | 208    | środkowy     |
| 2  | Christian Fromm         | 1990     | 204    | przyjmujący  |
| 3  | Adriano Paolucci        | 1979     | 190    | rozgrywający |
| 5  | Luciano De Cecco        | 1988     | 193    | rozgrywający |
| 7  | Andrea Giovi            | 1983     | 185    | libero       |
| 9  | Rocco Barone            | 1987     | 200    | środkowy     |
| 10 | Jeorjos Dziumakas       | 1995     | 202    | atakujący    |
| 11 | Thomas Beretta          | 1990     | 205    | środkowy     |
| 13 | Goran Vujević           | 1973     | 192    | przyjmujący  |
| 14 | Aleksandar Atanasijević | 1991     | 200    | atakujący    |
| 15 | Fabio Fanuli            | 1985     | 188    | libero       |
| 17 | Joseph Sunder           | 1989     | 203    | przyjmujący  |
| 18 | Gabriele Maruotti       | 1988     | 196    | przyjmujący  |

### Sezon 2013/2014
| Nr | Imię i nazwisko         | Data ur. | Wzrost | Pozycja      |
| -- | ----------------------- | -------- | ------ | ------------ |
| 1  | Simone Buti             | 1983     | 208    | środkowy     |
| 3  | Adriano Paolucci        | 1979     | 190    | rozgrywający |
| 4  | Nemanja Petrić          | 1987     | 205    | przyjmujący  |
| 5  | Giuseppe Della Corte    | 1992     | 197    | atakujący    |
| 7  | Andrea Giovi            | 1983     | 185    | libero       |
| 8  | Konstantin Čupković     | 1987     | 205    | przyjmujący  |
| 9  | Rocco Barone            | 1987     | 200    | środkowy     |
| 10 | Dore Della Lunga        | 1984     | 192    | przyjmujący  |
| 11 | Mihajlo Mitić           | 1990     | 201    | rozgrywający |
| 13 | Goran Vujević           | 1973     | 192    | przyjmujący  |
| 14 | Aleksandar Atanasijević | 1991     | 200    | atakujący    |
| 15 | Fabio Fanuli            | 1985     | 188    | libero       |
| 17 | Andrea Semenzato        | 1981     | 208    | środkowy     |

### Sezon 2012/2013
| Nr | Imię i nazwisko      | Data ur. | Wzrost | Pozycja      |
| -- | -------------------- | -------- | ------ | ------------ |
| 1  | Aimone Alletti       | 1988     | 207    | środkowy     |
| 2  | Floris van Rekom     | 1991     | 197    | przyjmujący  |
| 3  | Yannick van Harskamp | 1986     | 190    | rozgrywający |
| 4  | Nemanja Petrić       | 1987     | 205    | przyjmujący  |
| 6  | Nicola Daldello      | 1983     | 184    | rozgrywający |
| 7  | Andrea Giovi         | 1983     | 185    | libero       |
| 8  | Daniele Tomassetti   | 1981     | 203    | środkowy     |
| 10 | Sebastian Schwarz    | 1985     | 197    | przyjmujący  |
| 11 | Vincenzo Tamburo     | 1985     | 201    | atakujący    |
| 13 | Goran Vujević        | 1973     | 192    | przyjmujący  |
| 14 | Thomas Edgar         | 1989     | 212    | atakujący    |
| 16 | Filippo Pochini      | 1989     | 185    | libero       |
| 17 | Andrea Semenzato     | 1981     | 208    | środkowy     |

### Sezon 2011/2012
| Nr | Imię i nazwisko    | Data ur. | Wzrost | Pozycja      |
| -- | ------------------ | -------- | ------ | ------------ |
| 4  | Nemanja Petrić     | 1987     | 205    | przyjmujący  |
| 6  | Nicola Daldello    | 1983     | 184    | rozgrywający |
| 7  | Andrea Cesarini    | 1987     | 180    | libero       |
| 8  | Daniele Tomassetti | 1981     | 203    | środkowy     |
| 9  | Luca Bucaioni      | 1982     | 198    | rozgrywający |
| 10 | Matteo Zamagni     | 1989     | 195    | środkowy     |
| 11 | Vincenzo Tamburo   | 1985     | 201    | atakujący    |
| 12 | Francesco Corsini  | 1979     | 202    | środkowy     |
| 13 | Goran Vujević      | 1973     | 192    | przyjmujący  |
| 14 | Filippo Belcecchi  | 1987     | 190    | przyjmujący  |
| 16 | Paolo Fusaro       | 1986     | 185    | libero       |
| 17 | Alessandro Bartoli | 1989     | 200    | atakujący    |
| 18 | Niccolò Lattanzi   | 1983     | 196    | przyjmujący  |